# 拉什風車廣場 (亞利桑那州)
拉什風車廣場（英語：Rush Place Windmill）是位於美國亞利桑那州亞瓦派縣的一個非建制地區。該地的面積和人口皆未知。

## 地理
拉什風車廣場的座標為34°16′34″N 112°36′39″W / 34.27611°N 112.61083°W，而該地的平均海拔高度為1330米（即4363英尺）。